# چشمه (فیلم ۱۹۳۴)
چشمه (انگلیسی: The Fountain) فیلمی در ژانر رمانتیک به کارگردانی جان کرامول است که در سال ۱۹۳۴ منتشر شد. از بازیگران آن می‌توان به آن هاردینگ، ژان هرشولت، برایان اهرن، و پل لوکاس اشاره کرد.